# Тихомиров, Владимир Сергеевич
Владимир Сергеевич Тихомиров (род. 25 июня 1969, Горький) — советский и российский хоккеист, вратарь.

## Биография
Занимался плаванием, в спортинтернате выбрал хоккей. Тренерами были Николай Леонидович Филимонов, Сергей Петрович Мошкаров, Александр Николаевич Кокурин.
5 марта 1986 года дебютировал в горьковском «Торпедо» в гостевом матче чемпионата СССР против ЦСКА (3:9) в возрасте 16 лет. Оба основных вратаря «Торпедо» Владимир Воробьёв и Сергей Тюляпкин выбыли из-за травм, и Тихомиров был вызван со Спартакиады народов СССР, проходившей в Красноярске. Затем продолжил играть на юниорском уровне. 26 сентября 1988 года провёл второй матч за «Торпедо» — в домашнем матче против ЦСКА (2:9) был заменён после второго периода при счёте 1:6.
Тихомиров за год вырос на 17 сантиметров, не смог приспособиться к новым нагрузкам и получил серьёзную психологическую травму. В сезонах 1988/89 — 1991/92 играл во второй лиге за «Кварц» Бор, в сезоне 1992/93 — за «Торпедо-2».
Шесть сезонов провёл в «Салавате Юлаеве». Из-за начавшихся в клубе финансовых трудностей перед сезоном 1999/2000 вместе с главным тренером Рафаилом Ишматовым перешёл в петербургский СКА. Провёл 9 матчей и был продан в «Металлург» Магнитогорск, в котором из-за проблем со здоровьем сыграл четыре матча.
Выступал за команды «Мотор» Заволжье (2000/01), «Спартак» Москва (2000/01 — 2001/02), «Мечел» Челябинск и «Химик» Воскресенск (2002/03).
Четырёхкратный бронзовый призёр чемпионата России ( 1995, 1996, 1997, 2000). Лучший вратарь России сезона 1995/96.
Играл за сборную России на матчах Еврохоккейтура.
Директор СДЮШОР «Торпедо» (Нижний Новгород) с 2007 года. Директор ДЮСШ по футболу (Нижний Новгород) с 2011 года.

### Бизнес
С 2008 года является учредителем транспортной компании «Русская тройка». В дальнейшем стал также соучредителем ряда юридических лиц, связанных с пассажирскими перевозками в Нижнем Новгороде.

### Семья
Жена. Дочери Анастасия и Полина. Сын Андрей — хоккейный вратарь, учредитель ООО «Гранд» — фактический филиал ООО «Русская тройка» в Балахнинском районе Нижегородской области.